# 峨眉假瘤蕨
峨眉假瘤蕨（学名：Phymatopteris omeiensis）为水龙骨科假瘤蕨属下的一个种。

## 扩展阅读
維基物種上的相關：峨眉假瘤蕨